# Tomáš Máder
Tomáš Máder, född den 18 april 1974 i Prag, Tjeckien, är en tjeckisk kanotist.
Han tog OS-brons i C-2 slalom i samband med de olympiska kanottävlingarna 2000 i Sydney.